# Улашло
Улашло (груз. ულაშლო, азерб. Ulaşlı) — село Марнеульского муниципалитета, края Квемо-Картли республики Грузия со 100 %-ным азербайджанским населением. Находится на юге Грузии, на территории исторической области Борчалы. Название происходит от карапапахского племени улачлы.

## Население
По данным Государственного статистического комитета Грузии, согласно официальной переписи 2002 года, численность населения села Улашло составляет 859 человек и на 100 % состоит из азербайджанцев.
Согласно официальной переписи населения 2014 года население села составило 692 человек.

## Экономика
Население в основном занимается овцеводством, скотоводством, овощеводством и плодоводством.

## Инфраструктура
Работает неполная средняя школа.

## Газификация села
В 2018 году в село Улашло, а также ряд соседних сёл Марнеульского муниципалитета был проведён газ.

## Проблемы села
В селе Улашло нередко возникают внутренние конфликты и проблемы:
- В апреле 2015 года жители села Улашло, азербайджанцы по национальности вышли на акцию протеста с целью недопущения продажи земель грузинам[4], поводом для этого явилась продажа части земли грузинам в 2014 году[5].
- В начале июня 2018 года в селе Улашло произошло небольшое землетрясение магнитудой 4 балла, но и этого оказалось достаточным для частичного обрушения жилого дома одинокой жительницы Амаили Сариевой (1935-2019). Сотрудники Марнеульского муниципалитета обещали помочь жительнице в восстановлении частично обрушенного жилого дома[6]. В конце 2019 года Амаиля Сариева скончалась от тяжёлой продолжительной болезни.
- Очень часто в селе Улашло бывает перебои с подачей питьевой воды через единственный в селе родник[7].